# Louis Batiffol
Pour les articles homonymes, voir Batiffol.
Louis Jules Batiffol, né le 27 mai 1865 à Toulouse et mort le 20 décembre 1946 à Paris 17e, est un bibliothécaire et historien français, spécialiste de l'époque de Louis XIII.

## Biographie
Issus d'une famille de Castres, il est le frère de Pierre Batiffol, historien et théologien, et le père d'Henri Batiffol, spécialiste du droit international. Il commence ses études au lycée de Toulouse, et les achève à celui de Versailles. Il est l'élève et le disciple de Fustel de Coulanges. Après une licence ès lettres, il entre à l'École des chartes en 1885, où il soutient une thèse sur Jean Jouvenel des Ursins en 1889. Il entre à la Bibliothèque nationale comme attaché, puis bibliothécaire et travaille sous la direction de Léopold Delisle.
Frappé des déformations que la littérature romantique avait fait subir à certaines figures comme celle de Richelieu et de Louis XIII, et à la société du temps, il se donne pour tâche de rétablir la vérité et de remplacer la légende par l'histoire. Outre ses ouvrages sur Louis XIII et son règne, on lui doit un grand nombre d'articles et d'études sur le Palais de Mazarin, Versailles, l'Arsenal et le Louvre, ainsi qu'un un ouvrage sur les liens historiques qui unissent l'Alsace et la France.
Il est nommé à la tête de la Bibliothèque de l'Arsenal en 1923. Il est officier de la Légion d'honneur et lauréat de plusieurs prix dont le Michel-Perret (1910), le prix Thérouanne (1904) et le grand prix Gobert (1911 et 1919).

## Publications
- Jean Jouvenel, prévôt des marchands de la ville de Paris (1360-1431) thèse présentée à la Faculté des lettres de Paris, Honoré Champion libraire-éditeur, Paris, 1894 (lire en ligne).
- La vie intime d'une reine de France au XVIIe siècle, Calmann-Lévy éditeurs, Paris (lire en ligne).
- Le roi Louis XIII a vingt ans, Calmann-Lévy éditeurs, Paris, 1910 (lire en ligne).
- La duchesse de Chevreuse. Une vie d'aventures et d'intrigues sous Louis XIII, Librairie Hachette, Paris, 1914 (lire en ligne).
- Le siècle de la Renaissance, Librairie Hachette, Paris, 1918 (lire en ligne).
- Les faux Mémoires du cardinal de Richelieu, Revue des Deux Mondes, 7e période, tome 2, 1921, pages 869-894.
- Le cardinal de Retz : ambitions et aventures d'un homme d'esprit au XVIIe siècle, Paris, Hachette, coll. « Figures du passé », 1927, 241 p.
- Biographie du cardinal de Retz, Paris, Hachette, coll. « Les grands écrivains de la France », 1929, 249 p. (lire en ligne).
- Les premières constructions de Pierre Lescot au Louvre d'après de nouveaux documents, Paris, 1930.
- Les Difficultés de Louis XIV avec les Alsaciens, 1930.
- La vie de Paris sous Louis XIII. L'existence pittoresque des Parisiens au XVIIe siècle, Calmann-Lévy éditeurs (collection Notre vieux Paris), Paris, 1932 (lire en ligne).
- Richelieu et le roi Louis XIII, les véritables rapports du souverain et de son ministre, Calmann-Lévy éditeurs, Paris, 1934.
- Le véritable cardinal de Richelieu, La Revue de Paris, Paris, 1934.
- Richelieu et Corneille, Calmann-Lévy éditeurs, Paris, 1936.
- Autour de Richelieu : sa fortune, ses gardes et mousquetaires, la Sorbonne, le château de Richelieu, Paris, Calmann-Lévy, coll. « Nouvelle collection historique », 1937, IV-208 p.
- Henri de Béarn, roi de France, Calmann-Lévy éditeurs (collection Pour nos enfants), Paris, 1937 (lire en ligne).
- Louis Batiffol - Versailles et ses habitants en 1789 - 1890 (dessins de Georges Meunier - publié par l'écho de Versailles)